# Basslerodea
Basslerodea là một chi bướm ngày thuộc họ Bướm nâu.